# Táncdalfesztivál ’69
A Táncdalfesztivál ’69 a Magyar Rádió és Televízió országos könnyűzenei versenye volt, amely negyedik alkalommal került megrendezésre.
Az 1969-es táncdalfesztivál a beategyüttesek (például Illés vagy az Omega) távolmaradásával inkább a hagyományos tánczene fesztiváljává vált. A korábbi évekhez képest újítást jelentett, hogy immár nemcsak a döntők, de az elődöntők is az Erkel Színházban kerültek megrendezésre.
A fesztiválok történetében ekkor volt a legnagyobb lehetőség az ismeretlen előadók bemutatkozásának: az ötvenkét fellépő között huszonnyolc olyan szerepelt, aki addig még nem lépett színpadra. (Köztük hivatásos (például Ferenczy Ágnes, Rátonyi Hajnalka, Sebestyén Ágnes) illetve amatőr énekesek (például a csecsemőgondozó Balás Eszter, az adminisztrátor Kuna Magda vagy a kárpitos Kovács Ferenc.)
Ezúttal minden versenyző csak egy számmal indulhatott, leszámítva két indulót, akik kettő versenydallal léphettek fel: az előző évi nyertes Koós János és a Made in Hungaryt korábban ebben az évben megnyerő Korda György (a Táncdalfesztivál ’68 másik két nyertese – Illés és Mary Zsuzsi – nem tértek vissza a ’69-es versenyre).
Változott a rendező személye is, aki ezúttal Bánki Iván lett.

## A versenydalok
| Döntőbe jutott |

| Előadó                     | Dal                                | Előadó                    | Dal                                     |
| -------------------------- | ---------------------------------- | ------------------------- | --------------------------------------- |
| Ambrus Kyri                | Egy fecske is csinálhat tavaszt    | Máté Péter                | Miért félsz, míg engem látsz            |
| Aradszky László            | A közvélemény segítségét kérem!    | Mátrai Zsuzsa             | Egy apró hiba                           |
| Atlasz                     | Segítség! (S. O. S.)               | Metró                     | Régi kép; szobrok                       |
| Bakacsi Béla               | Nekem születtél                    | Mezei György              | Vad szelek                              |
| Balás Eszter               | Nem tudom a szemem levenni rólad   | Mikes Barna               | Bámul a világ                           |
| Bencze Márta               | Mindig így lesz ez most már        | Mikes Éva                 | Ki adhat tanácsot                       |
| Bergendy                   | Te vagy a lexebb                   | Miklósi Péter             | Lássuk, miből élünk!                    |
| Dékány Sarolta             | A kék tó partján                   | Monyók Ildikó             | Eltűnt világ                            |
| Expressz                   | Alagút                             | Nagy Éva                  | Gyere, gyere hát                        |
| Fehér Erika                | Szakadsz-e már, cérna?             | Nagy Lívia                | Hajszálon múlt                          |
| Fenyvesi Gabi              | Mélyen tisztelt szerelem           | Németh József             | Az utolsó kintornás Pesten              |
| Ferenczy Ági               | Régi napok                         | Non Stop                  | Egyszer volt, hol nem volt              |
| Harangozó Teri             | Szeretném bejárni a Földet         | Paudits Béla              | Futok a pénzem után                     |
| Harangozó Teri, Szécsi Pál | Faragott hintaszék                 | Payer András              | Én nem tudtam, hogy harcolni kell érted |
| Hungária                   | Bezzeg tavaly                      | Poór Péter                | Nem kell ahhoz csillagjósnak lenni      |
| Juventus                   | Ilyen voltam                       | Rakonczay Ervin           | Verje meg a búbánat                     |
| Karda Beáta                | Mindig tanul az ember              | Rátonyi Hajnalka          | Kerek kerék                             |
| Késmárky Marika            | Egy fiú a házból                   | Sárosi Katalin            | Társas út                               |
| Kohut Ági                  | Nem írom alá                       | Sebestyén Ágnes           | Egy nap volt, meg egy éj!               |
| Koncz Zsuzsa               | Négy szürke fal                    | Stefán Ildikó             | Itt is tilos, ott is tilos              |
| Koós János                 | Ködruhás leány                     | Syrius                    | Fáradt a nap                            |
| Koós János                 | Nem vagyok teljesen őrült          | Szalay Erzsébet           | Szerelem nélkül mit érne az élet?       |
| Korda György               | Aki melletted él                   | Szécsi Pál                | Rongyos lett a lámpaernyő               |
| Korda György               | Emlékezni rád                      | Tátrai Marianne           | Nincs köztünk semmi még                 |
| Kovács Ferenc              | De hol az az otthon?               | Toldy Mária               | Szeretlek nagyon (Te meg én)            |
| Kovács József              | A talált tárgyak osztályára mentem | Várady Zoltán             | Ellopták Santa Luciát!                  |
| Kovács Kati                | Jó szerencsét                      | Váry Ágnes, Váry Judit    | Volt egy egyszerű kis dallam            |
| Kuna Magdolna              | Senkitől sem félek                 | Vogt Károly               | Katonadolog                             |
| Magay Klementina           | Te sem tudhatod előre              | Zalatnay Sarolta          | Vén tükör                               |
| Majláth Jenő               | Tüzes tű                           | Záray Márta, Vámosi János | Nem kell a szerelem tőled               |

## Döntő
Győztes (megosztott) |       2. helyezett (megosztott)
| #   | Előadó           | Dal címe                           |
| --- | ---------------- | ---------------------------------- |
| 1.  | Aradszky László  | A közvélemény segítségét kérem!    |
| 2.  | Atlasz           | Segítség! (S. O. S.)               |
| 3.  | Balás Eszter     | Nem tudom a szemem levenni rólad   |
| 4.  | Harangozó Teri   | Szeretném bejárni a Földet         |
| 5.  | Késmárky Marika  | Egy fiú a házból                   |
| 6.  | Koncz Zsuzsa     | Négy szürke fal                    |
| 7.  | Koós János       | Nem vagyok teljesen őrült          |
| 8.  | Korda György     | Aki melletted él                   |
| 9.  | Korda György     | Emlékezni rád                      |
| 10. | Kovács József    | A talált tárgyak osztályára mentem |
| 11. | Kovács Kati      | Jó szerencsét                      |
| 12. | Metró            | Régi kép; szobrok                  |
| 13. | Németh József    | Az utolsó kintornás Pesten         |
| 14. | Paudits Béla     | Futok a pénzem után                |
| 15. | Poór Péter       | Nem kell ahhoz csillagjósnak lenni |
| 16. | Sárosi Katalin   | Társas út                          |
| 17. | Vogt Károly      | Katonadolog                        |
| 18. | Zalatnay Sarolta | Vén tükör                          |

## Díjazottak
| Díj                    | Előadó                                      | Dal                                         | Zene és szöveg                              |
| ---------------------- | ------------------------------------------- | ------------------------------------------- | ------------------------------------------- |
| 1. díj                 | Késmárky Marika                             | Egy fiú a házból                            | Bágya András–S. Nagy István                 |
| 1. díj                 | Koós János                                  | Nem vagyok teljesen őrült                   | Lovas Róbert–Szenes Iván                    |
| 2. díj                 | Harangozó Teri                              | Szeretném bejárni a Földet                  | Majláth Júlia–Kalmár Tibor                  |
| 2. díj                 | Metró                                       | Régi kép; szobrok                           | Schöck Ottó–Sztevanovity Dusán              |
|                        |                                             |                                             |                                             |
| Előadói díjak          | Koncz Zsuzsa, Koós János, Korda György      | Koncz Zsuzsa, Koós János, Korda György      | Koncz Zsuzsa, Koós János, Korda György      |
| Arany Mikrofon–díj     | Harangozó Teri                              | Harangozó Teri                              | Harangozó Teri                              |
| Hangszerelési díj      | Balassa P. Tamás és Malek Miklós            | Balassa P. Tamás és Malek Miklós            | Balassa P. Tamás és Malek Miklós            |
| MRT elnökének nagydíja | Bágya András                                | Bágya András                                | Bágya András                                |
| KISZ KB különdíja      | Körmendi Vilmos, a fesztivál zenei vezetője | Körmendi Vilmos, a fesztivál zenei vezetője | Körmendi Vilmos, a fesztivál zenei vezetője |